# ريس روبنسون
ريس روبنسون (بالإنجليزية: Reece Robinson) (من مواليد 13 يونيو 1987) هو لاعب دوري رجبي لبناني دولي، يلعب لنادي سيدني روسترس في دوري الرجبي الوطني. وقد سبق له اللعب مع بريسبان برونكوس، وكانبيرا رايدرز وبراماتا آيلز في دوري الرجبي الوطني، وقد سبق له أن لعب اتحاد الرجبي لصالح فريق نيو ساوث ويلز وورتاس في سوبر الرجبي.

## النشأة
ولد روبنسون في سيدني نيو ساوث ويلز، وهو من أصل أسترالي لبناني، لعب روبنسون في صغره مع فريق إسكندريا روفرز، كما لعب في فريق ساوث سيدني رابيتوهس إس جي بول قبل انضمامه إلى بريسبان برونكو. وتلقى روبنسون تعليمه في مدرسة راندويك للبنين الثانوية، كما لعب اتحاد الرجبي كطالب.

### نورث سيدني بيرز (2009)

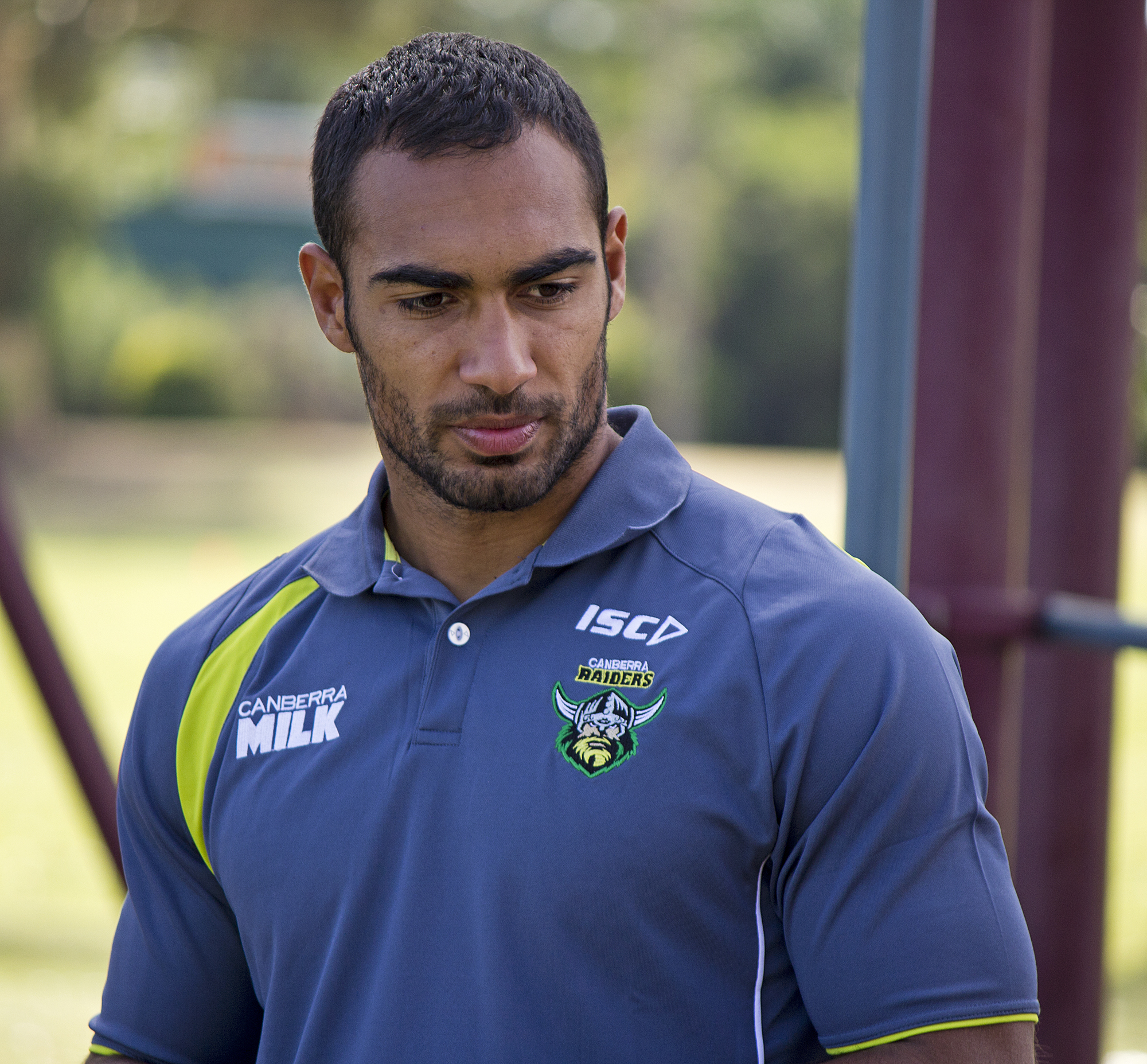
روبنسون على واجب المغيرين

## دوري الرجبي

### سيدني روسترز
في 7 ديسمبر 2017، وقع ريس صفقة لمدة عام للانضمام إلى سيدني روسترز،  وفي الجولة الخامسة من موسم 2018 NRL، سجل روبنسون أول محاولة قبل 13 ثانية فقط من بدء صفارات الإنذار قبل اكتمال الوقت لفريق Roosters في المباراة التي فاز فيها 28-10 على ملعب ساوثرن كروس جروب. فاز روسترز بلقب الدوري الممتاز والنهائي الكبير في عام 2018، وفي 31 أكتوبر 2018 تم إعلان روبنسون كواحد من اللاعبين الذين أستغنى عنهم النادي حيث لم يتم منحهم عقدًا جديدًا.

## مهنة ممثل دوري الرجبي

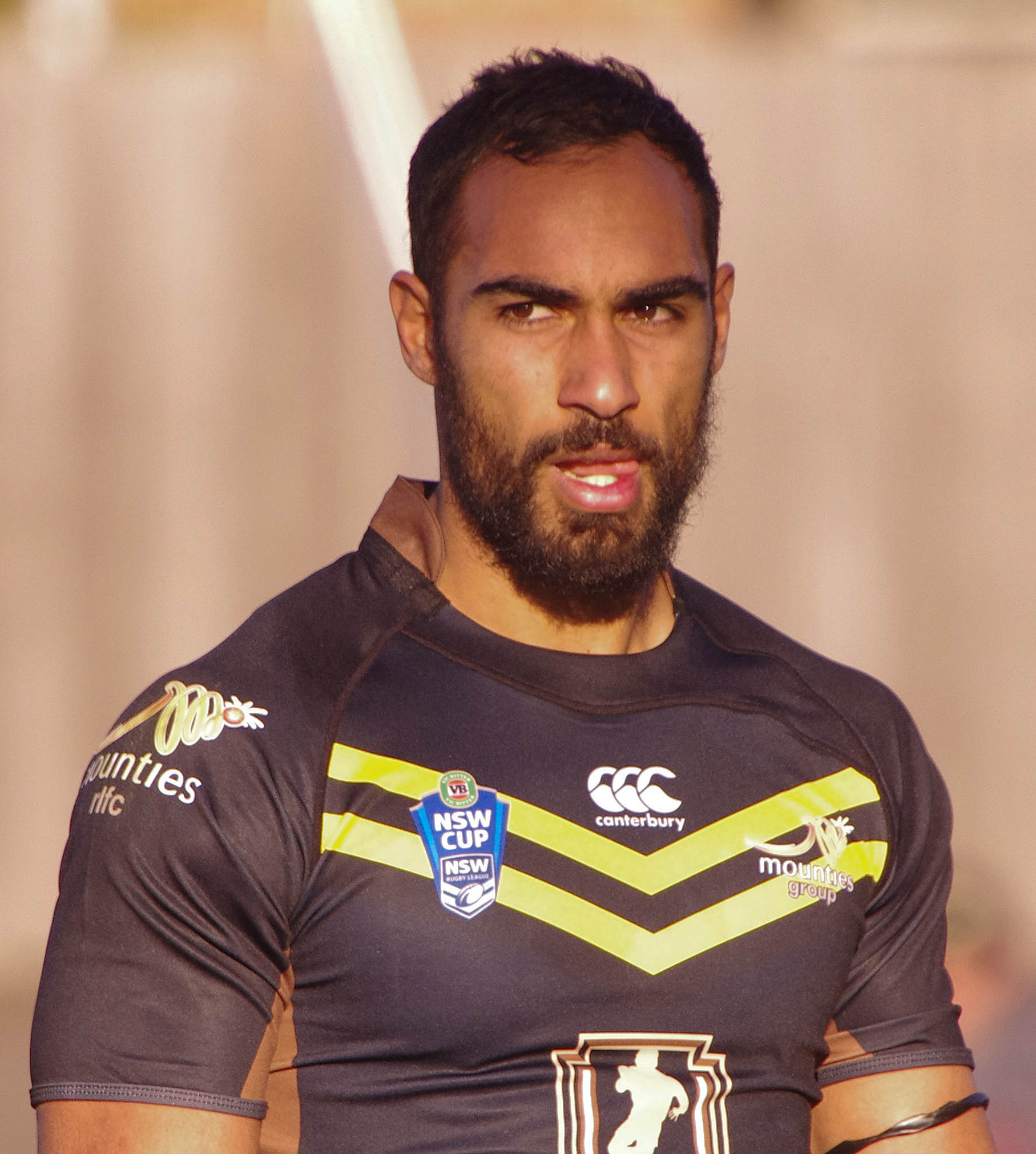
روبنسون في عام 2014

## مهنة اتحاد الرجبي
في 15 أكتوبر 2015 قام ريس بتحويل الرموز إلى اتحاد Rugby، حيث وقع عقدًا لمدة عامين مع فريق Super Rugby في New South Wales Waratahs،  لعب في بطولة الرجبي الوطنية لعام 2016 لصالح نسور ريجنز في نيو ساوث ويلز، وفاز بالبطولة الصغرى ومركز الوصيف في النهائي الكبير.

## الحياة الشخصية
روبنسون لديه شقيق توأم، ترافيس روبنسون، الذي تعاقد مع فريق ملبورن ستورم وعضو في فريق دوري الرجبي الوطني اللبناني. روبنسون هو أحد أقرباء الملاكم الأسترالي أنتوني موندين، لاعب كرة القدم السابق في دوري الرجبي ناثان ميريت، وهو أخوة قوية مع زميله في فريق باراماتا إيلز بو شامبيون.

## روابط خارجية
- ريس روبنسون على موقع ItsRugby.co.uk (الإنجليزية)
- سيدني الديكة الملف الشخصي
- Waratahs الشخصي
- 2015 باراماتا Eels الشخصي
- ريس روبنسون في موقع بريسبان برونكوس الرسمي.
- ريس روبنسون في مشروع دوري الرجبي
- 2017 RLWC الشخصي نسخة محفوظة 5 أبريل 2018 على موقع واي باك مشين.